# Бабюк Андріан Павлович
Бабюк Андріан Павлович — живописець і графік, Член Національної Спілки Художників України з 1992 року.
Народився 18 червня 1960 року у м. Київ. Закінчив в 1986р. Київський художній інститут, де навчався під проводом викладачів А. Ворона і В. Шостя.  З 1995 по 1996р. викладав у Київській республіканській художній школі ім. Т. Шевченка, а з 1997 в Київській дитячій академії мистецтв .

## Основні твори
ілюстрації до книг:
- Е. Юнсона, С. Фісюн,
- повісті О. Горового «Поки шабля в руці» (2000);
- «Єгипетський мотив»[2]
- «Христос з трояндами» (2000);

панно: 
- «Козацька слава» (1994)[3]

графічні серії:
- «Жерці Атлантиди»[4]
- «Храм Німон» (1995),
- «Береги» (1996);

портрети: 
- «Інна Дорофєєва» [5]
- «Дмитро Клявін»,
- «Тетяна Філіп'єва» (1996).